# Rebekah Brooks
Rebekah Brooks, tidigare Rebekah Wade, född 27 maj 1968 i Warrington, Cheshire, är en brittisk journalist och före detta chefredaktör. 
Rebekah Brooks började arbeta på News of the World 1989 som sekreterare och flyttade efter en karriär där 1998 över till systertidningen The Sun som biträdande chefredaktör. Hon var därefter chefredaktör för News of the World 2000-03. År 2003 blev hon chefredaktör för The Sun och i september 2009 tog hon över som chef för News International, ett av bolagen i Rupert Murdochs mediekoncern News Corporation. Hon var en av huvudpersonerna i telefonavlyssningshärvan runt News of the World, som avslöjades sommaren 2011, och avgick från chefsposten i News Intrernational den 15 juli 2011. Två dagar senare greps hon av polisen. Hon släpptes fri mot borgen efter tolv timmar i häkte.
Rebekah Brooks var gift med skådespelaren Ross Kemp 2002-09. År 2009 gifte hon sig med den före detta kapplöpningshästtränaren Charlie Brooks.